# 나이스 게임 TV
나이스 게임 TV(Nice Game TV)는 대한민국의 인터넷 e스포츠 방송국이다.

## 개요
2004년 1월 15일 첫 방송을 시작하였으며 2005년 6월 1일 정식적으로 설립한 이후 개국하였는데 당시 OGN과 MBC게임에서 비중이 작았던 워크래프트3 리그의 명맥을 유지하는 역할을 하였다.
개국 초창기에는 워크래프트3 리그와 카오스 리그(CCB : Chaos Clan Battle)에 비중을 두었으나 현재는 리그 오브 레전드 리그를 포함한 PC 온라인 게임과 비디오 게임 등 여러 가지 게임들을 활용하여 다양한 방송 컨텐츠를 제작하고 있다.
2012년부터 OGN의 리그 오브 레전드 더 챔피언스와 연계하여 나이스게임TV 리그 오브 레전드 배틀(NLB)을 진행했고 또한 다른 e스포츠 행사나 대회의 중계를 맡기도 했다.
2013년 1월 16일 나이스게임 TV는 해외 게임 전문 인터넷 방송국인 ESL TV와 양자간 리그 오브 레전드 컨텐츠를 제공하기로 합의했고 같은 해 4월 8일 TEKKEN STRIKE 개최를 발표하기까지 했다.
이후 2014년부터 2017년까지 리그 오브 레전드 챌린저스 코리아 주관 및 중계를 담당했고 2017년 이후 챌린저스 코리아 주관 방송사가 아프리카TV에 넘어갔으며 2020년부터 현재까지 KeSPA와 함께 LCK 아카데미 시리즈의 공동 운영을 맡고 있다.

## 슬로건
- 2005년 6월 ~ 2013년 6월 : 세계 최고의 인터넷 방송국!
- 2013년 6월 ~ 현재 : 재미를 더하는 게임채널. NICEGAMETV

## 관련 방송인
- 정진호 대표 및 캐스터
- 하광석 해설위원 겸 E스포츠팀 팀장
- 한창진 제작1팀
- 이진세 제작1팀

## 방청 안내
2013년 6월부터 나이스게임TV 스튜디오에서 나이스게임TV가 주관하는 리그와 방송 프로그램의 방청이 가능하다.
일명 홀스타디움이라는 명칭을 사용하며, 장소는 '서울특별시 구로구 구로동 110-1 희훈타워빌 4층'이다.
2015년 5월 나이스게임TV PC방을 개설, 방송국 스튜디오 또한 같은 곳으로 이전하였다. 세부 주소는 '서울특별시 구로구 신도림동 337번지 푸르지오 1차 104동 5층'이다.

## 주요 리그, 중계, 대회

### 리그 오브 레전드
- 리그 오브 레전드 챌린저스 코리아 주관 및 중계
- 나이스게임TV 리그 오브 레전드 배틀 주관 및 중계
- 리그 오브 레전드 클랜배틀 주관 및 중계
- 리그 오브 레전드 배틀로얄 주관 및 중계
- 리그 오브 레전드 제1회 투롤대회 중계
- LOL 월드 챔피언십 시즌2 유럽 대표 선발전 중계
- IEM(Intel Extreme Masters) 시즌 7 Katowice LOL 한국대표 선발전 중계
- IEM(Intel Extreme Masters) 시즌 7 Katowice LOL 본선, 결승 중계
- IEM(Intel Extreme Masters) 시즌 7 월드챔피언십 LOL 전 경기 중계
- IEM(Intel Extreme Masters) 시즌 8 Shanghai LOL 본선, 결승 중계
- WCG 2013 리그 오브 레전드 부문 한국대표 선발전 16강 중계
- LCK 아카데미 시리즈 제작 및 운영

### 워크래프트3
- 홀스컵 워크래프트3 제작 및 진행
- 워크래프트3 라이브 배틀 제작 및 진행
- WCG 2008 워크래프트3 부문 중계
- WCG 2011 워크래프트3 부문 결승 SUB STAGE 총괄 운영
- WCG 한국대표 선발전 워크래프트3 부문 중계
- SANDISK SANSA 워3리그 주관 및 중계
- PLAYPLE NICEGAME TV 워3리그 주관 및 중계
- 2008 한중대항전3 중계 및 공식 중계권 확보
- BLIZZARD LADDER SEASON 4 중계
- 2007 강릉 IEF2007 워크래프트3 부문 중계
- 2007 서울 국제 e스포츠 페스티벌 워크래프트3 부문 중계
- W3 예선 현장 중계
- MIL 예선 현장 중계
- CJ 슈퍼파이트 #2 워크래프트3 부문 중계
- KODE5 온라인 예선 및 오프라인 현장 진행 및 중계
- NGL 중계, 공식 중계권 확보
- KEC 주관 및 중계
- ACB 주관 및 중계
- GWL 주관 및 중계
- AWL 주관 및 중계
- 나이스게임TV 워크래프트3 특별전 God Of Arena 주관 및 중계
- WCG 2013 워크래프트3 부문 한국대표 선발전 진행 및 중계

### 카오스
- CCB 1~17 시즌 주관 및 중계
- RCL 결승전 중계

### 카오스 온라인
- 카오스 온라인 프리리그 중계
- 카오스 온라인 퀸즈매치 오프라인 중계

### 스타크래프트2
- WCG 2012 한국대표선발전 KeSPA 예선 중계
- 2012 스타크래프트2 프로리그 프리매치 중계

### 철권
- 스트리트파이터 X 철권 Dream Match in Seoul 중계
- 나이스게임TV TEKKEN STRIKE 주관 및 중계

### 기타
- IeSF 2012 월드챔피언십 중계
- 제4회 실내무도아시아경기대회 국가대표 선발전 중계 (스타크래프트2, 리그 오브 레전드, 철권, 스페셜포스2)
- WCG 2013 한국 대표 선발전 슈퍼 스트리트 파이터 IV: 아케이드 에디션 Ver. 2012 부문 진행 및 중계
- 2013 충주 세계 무술축제 철권 최강자 이벤트전 중계
- WCG 2013 월드 오브 탱크 부문 한국대표 선발전 진행 및 중계

1. 이전에 진행되었던 리그와 현재 진행 중인 리그 모두 포함.

## 기타 방송 프로그램
- 리그 오브 레전드
  - 다이너마이트 듀오
  - 랭크대담 - 티어별 토크
  - 롤러와
  - 롤바타
  - 은밀한 개인교습
  - 장인어른
  - 조이럭의 GIGA Study
  - 뉴메타 연구소
  - Match Up
- 피파 온라인 3
  - 단군의 오프사이드
- 기타 PC, 비디오 게임
  - 홀스의 비디오 게임
- 기타
  - 핫그레이드
  - 염천교 트리오

- 리그 오브 레전드
  - 김로렌의 정신승리
  - 금국열차
  - 늦으면 어시없다
  - 님 NLB 안봄?
  - 닥말의 심해탈출
  - 단군의 성장부재
  - 단군의 성장부재 시즌2
  - 킬링캠프 시즌4
  - 빛돌과 노예들
  - 집으로
  - 슈퍼스타 L
  - 슈퍼스타 L2
  - 신의 한 수
  - 유니의 너는 펫
  - 은국열차
  - 짱남 2인조
  - 카PD의 달려라! 금장까지!
  - 카피디의 달려라 플래티넘
  - 클랜배틀 장려방송
  - 나겜 SCUMS의 클랜배틀 도전기
  - 퀴교수!!
  - 프로게이머 아카데미
  - 퓨전 퀴르메스 - 강퀴는 안전하다!
  - LOL 마켓
- 스타크래프트 2
  - 스타2 천기누설 멀티특강
- 카오스 온라인
  - 단군과 필프리의 멘탈버스
- 기타 PC, 비디오 게임
  - 퐈지니의 흐규흐규
- 온라인 게임
  - 퐈지니의 OBT정복
  - 던스클럽
  - 버블파이터 은밀한 개인교습
  - 은영갓의 버파토크
- 철권
  - 인드라의 철권학개론
  - 인드라의 철권 Practice
  - 인드라의 철권 도장깨기
  - 인드라의 철춘기
  - 철권 파이트 클럽
- 모바일 게임
  - 쿨게이의 APPLOG
- 기타
  - 쿨게이의 잉여로War
  - 나디오스타
  - 국립 연애 재활원
  - 나겜 공화국
  - 나림이랑 쿡쿡쿡
  - 레이디 코드
  - 미연시
  - 염천교 브라더스
  - 퀸즈 살롱
  - 우당탕탕 찌라 24시
  - 카피디의 100원만

1. 2014년 4월 26일 기준